# Panzermörser
Panzermörser — німецький самохідний міномет на базі БТР M113.

## Історія
У 2013 році міністерство оборони Литви уклало контракт на суму 6,6 млн євро з ізраїльською компанією Elbit на модернізацію парку Panzermörser M113, Оновлені машини надійшли у литовське військо у 2015 році. Під час модернізації замінили стволи мінометів, а ще машини отримали нову цифрову систему керування вогнем. Також були оновлені прилади для спостереження та коригування вогню.
За відкритими даними, на озброєнні Армії Литви перебуває близько 40 німецьких самохідних мінометів Panzermörser M113. Литва отримала 42 такі машини від Німеччини у 2005-2006 роках.
Ще у жовтні стало відомо, що Литва у рамках нового пакету оборонної допомоги для України передасть серед усього й самохідні 120-мм міномети на базі бронетранспортерів M113.
Водночас у листопаді міністр оборони Литви Арвідас Анушаускас повідомив, що ЗСУ вже отримали партію з 10 таких 120-мм самохідних мінометів, і ще дві машини управління вогнем.
Основне завдання міномета — вогонь по незахищених або легкоброньованих цілях. У піхотних підрозділах забезпечує вогневу підтримку.

## Оператори
- Литва — 42 одиниці[2]
- Німеччина — 30+ одиниць
- Україна  — 12+ одиниць від Литви[3][4]